# Costa Rica op de Olympische Zomerspelen 1968
Costa Rica nam deel aan de Olympische Zomerspelen 1968 in Mexico-Stad, Mexico. Er werd geen medaille gewonnen.

## Deelnemers en resultaten

### Atletiek
| Olympiër       | Discipline       | Resultaat | Prestatie                            |
| -------------- | ---------------- | --------- | ------------------------------------ |
| Juan Pérez     | 5000m (m)        | 30e       | serie 2: 12de in 15.41,4             |
| Juan Pérez     | 10000m (m)       | 30e       | 32.14,6                              |
| Juan Pérez     | marathon (m)     | DNF       | niet gefinisht                       |
|                |                  |           |                                      |
| Jean Robotham  | 400m (v)         | 29e       | serie 2: 8ste in 58,2                |
| Jean Robotham  | verspringen (v)  | 24e       | kwalificatie groep A: 13de met 4,75m |
| Sandra Johnson | hoogspringen (v) | DNS       | niet gestart                         |
| Jean Robotham  | vijfkamp (v)     | 32e       | 2909 punten                          |

### Boksen
| Olympiër      | Discipline  | Resultaat | Prestatie                                         |
| ------------- | ----------- | --------- | ------------------------------------------------- |
| José Marín    | -63,5kg (m) | 17e       | 1ste ronde: vrij 2de ronde: V van NIG Dabore: 0-5 |
| Walter Campos | -71kg (m)   | 17e       | 1ste ronde: V van KEN Thega: 0-5                  |

### Gewichtheffen
| Olympiër          | Discipline  | Resultaat | Prestatie                                                                                   |
| ----------------- | ----------- | --------- | ------------------------------------------------------------------------------------------- |
| Luis Fonseca      | -75kg (m)   | 17e       | drukken: 17de met 107,5kg trekken: 18de met 97,5kg stoten: 17de met 130kg totaal: 335kg     |
| Rodolfo Castillo  | -82,5kg (m) | 21e       | drukken: 21ste met 112,5kg trekken: 21ste met 105kg stoten: 21ste met 140kg totaal: 357,5kg |
| Fernando Esquivel | -90kg (m)   | 23e       | drukken: 26ste met 120kg trekken: 24ste met 105kg stoten: 22ste met 145kg totaal: 370kg     |

### Schietsport
| Olympiër         | Discipline             | Resultaat | Prestatie                       |
| ---------------- | ---------------------- | --------- | ------------------------------- |
| Hugo Chamberlain | 50m geweer 3 houdingen | 57e       | 1064 punten: (387-369-308)      |
| Álvaro Guardia   | 50m geweer 3 houdingen | DNS       | niet gestart                    |
| Hugo Chamberlain | 50m geweer liggend     | 57e       | 583 punten: (95-99-97-98-98-96) |
| Carlos Pacheco   | 50m geweer liggend     | 52e       | 587 punten: (99-96-99-96-99-98) |
| Antonio Mora     | 50m pistool            | 67e       | 499 punten: (87-85-86-78-83-80) |
| Rodrigo Ruiz     | 50m pistool            | 68e       | 485 punten: (87-76-77-86-86-73) |
| Jorge Andre      | skeet                  | 51e       | 75 punten                       |
| Carlos Pacheco   | skeet                  | 42e       | 176 punten                      |

### Wielersport
| Olympiër                                                | Discipline         | Resultaat | Prestatie      |
| ------------------------------------------------------- | ------------------ | --------- | -------------- |
| Miguel Sánchez                                          | wegwedstrijd (m)   | 63e       | 5:20.59,18     |
| José Sánchez                                            | wegwedstrijd (m)   | DNF       | niet gefinisht |
| Humberto Solano                                         | wegwedstrijd (m)   | DNF       | niet gefinisht |
| Manuel Soto                                             | wegwedstrijd (m)   | DNF       | niet gefinisht |
| José Sánchez Manuel Soto Miguel Sánchez Humberto Solano | ploegentijdrit (m) | 27e       | 2:36.25,79     |

### Zwemmen
| Olympiër      | Discipline          | Resultaat | Prestatie              |
| ------------- | ------------------- | --------- | ---------------------- |
| Luis Aguilar  | 100m vrije slag (m) | 64e       | serie 2: 7de in 1.04,5 |
| Edgar Miranda | 200m vrije slag (m) | DNS       | niet gestart           |

Afghanistan · Algerije · Amerikaanse Maagdeneilanden · Argentinië · Australië · Bahama's · Barbados · België · Bermuda · Birma · Bolivia · Bondsrepubliek Duitsland · Brazilië · Brits-Honduras · Bulgarije · Canada · Centraal-Afrikaanse Republiek · Ceylon · Chili · Colombia · Congo-Kinshasa · Costa Rica · Cuba · Denemarken · Dominicaanse Republiek · Duitse Democratische Republiek · Ecuador · El Salvador · Ethiopië · Fiji · Filipijnen · Finland · Frankrijk · Ghana · Griekenland · Groot-Brittannië · Guatemala · Guinee · Guyana · Honduras · Hongarije · Hongkong · Ierland · IJsland · India · Indonesië · Irak · Iran · Israël · Italië · Ivoorkust · Jamaica · Japan · Joegoslavië · Kameroen · Kenia · Koeweit · Libanon · Libië · Liechtenstein · Luxemburg · Madagaskar · Maleisië · Mali · Malta · Marokko · Mexico · Monaco · Mongolië · Nederland · Nederlandse Antillen · Nicaragua · Nieuw-Zeeland · Niger · Nigeria · Noorwegen · Oeganda · Oostenrijk · Pakistan · Panama · Paraguay · Peru · Polen · Portugal · Puerto Rico · Roemenië · San Marino · Senegal · Sierra Leone · Singapore · Soedan · Sovjet-Unie · Spanje · Suriname · Syrië · Taiwan · Tanzania · Thailand · Trinidad en Tobago · Tunesië · Turkije · Tsjaad · Tsjecho-Slowakije · Uruguay · Venezuela · Verenigde Arabische Republiek · Verenigde Staten · Vietnam · Zambia · Zuid-Korea · Zweden · Zwitserland